# Johann Nikolaus Hert
Johann Nikolaus Hert, noto anche come Hertius (Niederkleen, 6 ottobre 1651 – Gießen, 19 settembre 1710), è stato un giurista tedesco.

## Biografia
Figlio di un parroco, ricevette una prima istruzione dal padre, e in seguito da un istitutore privato. Nel 1664 frequentò il liceo di Gießen, e dopo essersi iscritto all'Università di Gießen nel 1667, si trasferì all'Università di Jena, poi all'Università di Lipsia e infine all'Università di Wittenberg. Nel 1676 tornò a Gießen, dove ottenne il titolo di giurista, entrò nell'avvocatura della cancelleria del principe e cominciò a tenere lezioni all'università.
Nel 1683 venne nominato professore ordinario di scienze politiche e professore associato di diritto. Dopo aver conseguito il dottorato in giurisprudenza nel 1686, divenne professore ordinario presso la facoltà di giurisprudenza e fu promosso alla massima cattedra nel 1702. Fu consigliere presso il tribunale dell'Assia, e membro del Consiglio nel 1707. Fu ispettore delle finanze accademiche e dal 26 febbraio 1710 cancelliere dell'Università di Gießen.
Come giurista, cercò di contribuire al suo campo con elementi filosofici e storici. Molti dei suoi scritti contengono chiarimenti relativi alla storia tedesca, dall'antichità alle leggi dello Stato feudale. Dedicò inoltre degli approfondimenti alla legge civile e naturale.
Il fratello di Herbert, Johann Christoph Hert, fu professore di medicina all'Università di Gießen.

## Opere

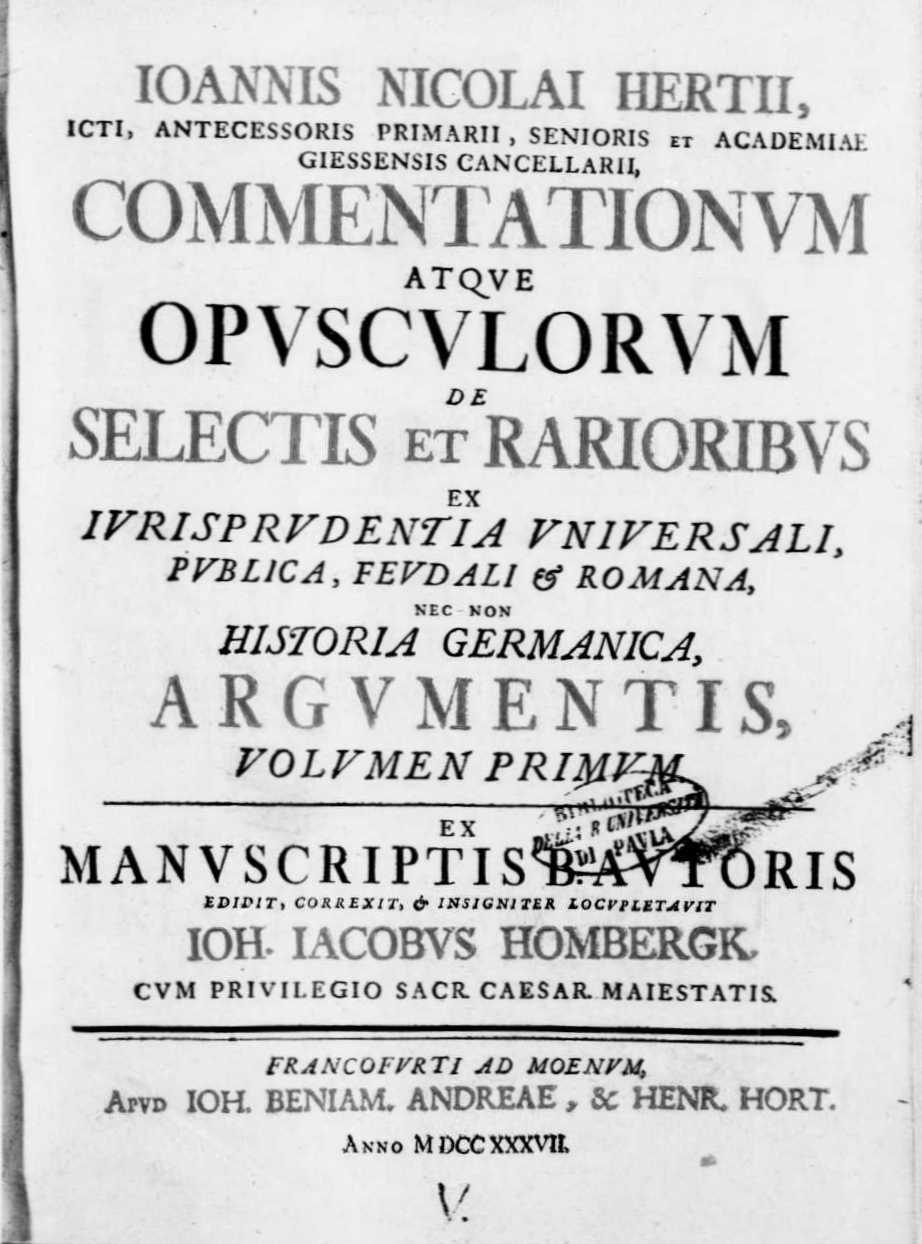
Commentationes atque opuscula, 1737

- Elementa prudentiae civilis, 1703, 1712 Prima edizione come Specimen prud civil., 1689
- Tract. Jur, publ. De Statuum imper G. jure reformandi juxta tempor seriem, 1710, 1726
- Responsa et consilia cum deluct. Nonnullis, 1729-30 2 vol.
- Commentationes atque opuscula, 1700, 1713 
  -  Commentationes atque opuscula de selectis et rarioribus ex iurisprudentia universali, vol. 1, Frankfurt am Main, Johann Benjamin Andreae & Paul Heinrich Hort, 1737.
  -  Commentationes atque opuscula de selectis et rarioribus ex iurisprudentia universali, vol. 2, Frankfurt am Main, Johann Benjamin Andreae & Paul Heinrich Hort, 1737.
- Epidipnis, 1689
- Paroemiarrum conspectus
- De herede. Occisi vindice